# براين هيرتا
براين هيرتا (بالإنجليزية: Bryan Herta)‏ سائق سيارات سباق أمريكي ولد في 23 مايو 1970، في وارن، ميشيغان وهو يدير حاليا فريقه متزوج وله ابن إسمه كولتون هيرتا وقد نهج نفس طريق والده .

## روابط خارجية
- براين هيرتا على موقع Racing-Reference.info (الإنجليزية)
- براين هيرتا على موقع DriverDB.com (الإنجليزية)

- Herta's official site
- Herta's profile from IndyCar.com
- Bryan Herta Autosport's official site
- Bryan Herta on A1 TEAM USA Official Site نسخة محفوظة 5 نوفمبر 2006 على موقع واي باك مشين.
- Bryan Herta's helmet painter نسخة محفوظة 28 يونيو 2007 على موقع واي باك مشين.

1. ↑   https://andrettiglobal.com/news/2023/08/colton-herta-pays-tribute-to-father-with-throwback-laguna-seca-livery/. {{استشهاد ويب}}: |url= بحاجة لعنوان (مساعدة) والوسيط |title= غير موجود أو فارغ (من ويكي بيانات) (مساعدة)
2. ↑   https://apnews.com/article/indycar-herta-strategist-father-nashville-formula-one-f4ea19c5f68f581491bde9d816048be9. {{استشهاد ويب}}: |url= بحاجة لعنوان (مساعدة) والوسيط |title= غير موجود أو فارغ (من ويكي بيانات) (مساعدة)
3. ↑  Driver Database (بالإنجليزية), QID:Q19587362